# Andarge
L'Andarge est une rivière française qui coule dans le département de la Nièvre. C'est un affluent de l'Aron en rive droite, donc un sous-affluent de la Loire.

## Géographie
L'Andarge prend naissance sur le territoire de la localité de Billy-Chevannes, dans le département de la Nièvre, et adopte dès sa naissance la direction du sud, orientation qu'elle maintient globalement jusqu'à la fin de son parcours. Elle se jette dans l'Aron en rive droite à Champvert, à une dizaine de kilomètres en amont (à l'est) de Decize, où se trouve le confluent de l'Aron et de la Loire.

## Communes traversées
L'Andarge traverse les communes suivantes : Billy-Chevannes, Cizely, Anlezy, Ville-Langy, Diennes-Aubigny, Verneuil, et Champvert, toutes situées dans le département de la Nièvre.

## Affluents
- Le Barathon (rive droite) : long de 15,3 kilomètres.

## Hydrologie
L'Andarge est une rivière très irrégulière. Son débit a été observé durant une période de 31 ans (1968-1999), à Diennes-Aubigny, localité du département de la Nièvre située une dizaine de kilomètres avant son confluent avec l'Aron. La surface ainsi étudiée est de 67,1 km2, soit plus ou moins 75 % du bassin versant total de la rivière ; en effet, elle ne comprend pas le bassin versant de son dernier important affluent de droite, le Barathon.
Le module de la rivière à Diennes-Aubigny est de 0,731 m3/s.
L'Andarge présente des fluctuations saisonnières de débit fort marquées. Les hautes eaux se déroulent en fin d'automne et en hiver et se caractérisent par des débits mensuels moyens allant de 0,83 à 1,64 m3/s, de novembre à avril inclus (avec un maximum très net en janvier et surtout février). À partir du mois de mars, le débit baisse cependant progressivement, ce qui mène aux basses eaux d'été qui ont lieu de juillet à septembre inclus, s'accompagnant d'une baisse du débit mensuel moyen jusqu'au plancher de 0,078 m3/s au mois d'août (78 litres). Mais ces moyennes mensuelles cachent des fluctuations encore plus prononcées sur de courtes périodes ou selon les années.
Aux étiages, le VCN3 peut chuter jusque 0,001 m3/s (un litre), en cas de période quinquennale sèche, ce qui est très sévère, le cours d'eau étant alors réduit à quelques filets d'eau, et tombant parfois totalement à sec.
Les crues peuvent être assez importantes, compte tenu de la petitesse du bassin versant. Les QIX 2 et QIX 5 valent respectivement 15 et 18 m3/s. Le QIX 10 est de 20 m3/s, le QIX 20 de 22 m3/s, tandis que le QIX 50 se monte à 25 m3/s.
Le débit instantané maximal enregistré à Diennes-Aubigny a été de 19,6 m3/s le 12 avril 1989, tandis que la valeur journalière maximale était de 17,9 m3/s le 27 avril 1998. Si l'on compare la première de ces valeurs à l'échelle des QIX de la rivière, l'on constate que cette crue était d'ordre décennal, et donc destinée à se répéter tous les 10 ans en moyenne.
L'Andarge est une rivière assez abondante. La lame d'eau écoulée dans son bassin versant est de 345 millimètres annuellement, ce qui est légèrement supérieur à la moyenne d'ensemble de la France tous bassins confondus (plus ou moins 320 millimètres). C'est aussi largement supérieur à la moyenne du bassin de la Loire (245 millimètres).
Le débit spécifique (ou Qsp) atteint dès lors le chiffre assez solide de 10,9 litres par seconde et par kilomètre carré de bassin.